# Вітриченко Олена Ігорівна
Оле́на Ігорівна Вітриче́нко (нар. 25 листопада 1976, Одеса, УРСР) — українська гімнастка-художниця, бронзова призерка Олімпійських ігор.

## Життєпис
Народилася 25 листопада 1976 року в Одесі. Батько, Ігор Євгенович, професор математики. Мати, Ніна Михайлівна, заслужений тренер України з художньої гімнастики і єдиний тренер Олени впродовж 20 років.
На даний час[коли?] мешкає в Іспанії, є президентом «Clab Vitry Gimnastic ritmica» і президентом ISCA. Чоловік — Олексій, діти — Давид, Цезар, Аврора.

## Спортивна кар'єра
Освіта вища (Харківський інститут фізичної культури). Гімнастикою почала займатися з 1980 року. У 1988 — чемпіонка УРСР. У 1993 році успішно виступає на чемпіонаті світу в Аліканте (Іспанія), за що їй присвоюють звання заслуженого майстра спорту України.
У 1996 році — бронзовий призер Олімпіади в американській Атланті. У 1997 році — абсолютна чемпіонка Європи в багатоборстві, виграє Універсіаду і вперше стає абсолютною чемпіонкою світу. У 2004 році на Олімпіаді в Сіднеї — 4-те місце. Нагороджена Почесною відзнакою Президента України (1996) та орденом «За заслуги» II ст. (1997).